# 登步島戰役
登步島戰役，為中華民國國軍與中國人民解放軍在第二次国共内战中的一次交战。
战前准备时，由于解放军低估了国军在登步岛的兵力、对国军必然增援的情况缺乏预见和准备，以及内部指挥通信不畅等原因，进攻并不如预期顺利，在国军增援单位到达后，解放军经上级单位批准，撤离了登步岛。中华民国方面认为此次战役击退了解放军的进攻，使得解放军在一定时间内不敢冒进夺取浙东岛屿，将此次胜利与金门战役并列，即登步岛大捷。

## 背景
1949年7月，毛泽东指示三野：“为保障沿海之安全，粉碎敌机敌舰对我大陆之进扰，便利今后设法攻占台湾，首求攻占定海，肃清舟山群岛之敌。”7月24日，解放军第七兵团司令员王建安、政治委员姬鹏飞在宁波召开会议，传达军委和三野指示，研究作战方案，决定由22军并指挥21军第61师，担负解放舟山任务。
1949年中華人民共和國政府成立後，舟山群島、大陳島、一江山與海南島等沿海島嶼仍在中華民國控制之下。
从10月初开始，22军主力由穿山半岛向北，先后攻占大榭岛、10月3日攻占金塘岛；第61师由穿山半岛向南，先后攻占六横岛、虾峙岛，10月18日攻下桃花島，並積極準備攻打桃花島以北僅0.54浬的登步島，以期佔領登步，進取定海各離島。中華民國政府为守卫舟山岛，也随即将登步岛列为守禦重点，派遣第八十七軍第二二一師駐防，復令第六十七軍與第八十七軍主力，於舟山本島待命保持機動，隨時支援各離島之戰鬥。
10月29日，毛泽东以军委名义发出通告：“三野以三个团登陆金门岛，与敌三个军激战两昼夜，后援不继，致全部壮烈牺牲，甚为痛惜。……查主要原因，为轻敌与急躁所致。……当时，我们曾电你们，应先集中力量攻占厦门，而后再转移兵力攻占金门，但未引起你们深刻注意，致有此失。除希将此次经验教训深加检讨外，仍希鼓励士气，继续努力，充分准备，周密部署，须有绝对把握时，再行发起攻击。”并要求将通报传达至师一级。但第22军没有传达给第61师，怕影响部队战斗决心。此外，61师参谋部也向22军军部表示不应急切攻击登步，而应采取更为稳妥之打法。但22军领导急于乘胜发展进攻，未能采纳61师缓打登步的意见。

## 战斗序列
| - 舟山防衛司令部總司令石覺 - 指挥官：朱致一 - 中華民國陸軍 - 第八十七军，军长朱致一 - 第八十七军第二二一师，师长吴渊明 - 第八十七軍第二二一師第六六一团，代理团长吴锡麟 - 第八十七軍第二二一師第六六二团（欠第二营），团长陈谦 - 第八十七軍第二二一師直属部队 - 第六十七軍，军长刘廉一 - 第六十七軍第七十五師师长 汪光尧（未到） - 第六十七軍第七十五師第二二四团，团长蕭宏毅 - 第六十七軍第六十七師 师长 何世统 - 第六十七軍第六十七師第一九九团，团长汪敬煦（6日拂晓前抵达未参加作战） - 第六十七軍第六十七師第二〇〇团，团长颜珍珠 - 第六十七軍第六十七師第二〇一团，团长李向辰 - 第六十七軍军部警卫营 - 中華民國海軍：舰艇6艇 - 中華民國空軍：战鬥机114架次 | - 第二十二军 军长 孙继先 政委 丁秋生 - 步兵第六十一师，师长兼政委胡煒，副政委李清泉，副参谋长王超 - 步兵第一八二团，团长陶继藩，政委程祖光 - 步兵第一八三团，团长杜绍三，政委刘传新 - 師侦察连 - 師警卫连 - 師九二步炮连 - 步兵第一八一团 团长娄学政，政委刘建功，该团留守桃花岛 - 华东军区海军第一纵队，司令员张元培 |

## 战斗经过

### 中華民國方面
根据中華民國政府方面的记载，11月3日下午四點，共匪第21軍、第22軍共1萬餘人，開始以重砲砲轟登步島，八時匪第61師第181團、第182團以50艘船載10,000人攻打，舟山防衛司令部司令石覺將軍，電令第六十七軍劉廉一軍長率第七十五師與第六十七師，先後納入第八十七軍朱致一軍長指揮以增援登步守軍。守軍第八十七軍第二二一師，加一山砲連約8,000人反擊，但傷亡頗重，11時，登陸解放軍已達7,000多人。當夜，東南軍政長官陳誠用電話指揮舟山防衛司令部：「決不可放棄登步，命令登步守軍，盡力固守，以待援軍。」匪並於4日午夜1時約3,000人進犯，連陷流水岩、砲台山。10時，國軍第六十七師收復砲台山。5日半夜解放軍再度增援，直到5時始退。9時國軍攻流水岩，12時克之。6日3時國軍出擊，第六十七師攻克野豬塘山南端及蟶子港、天后宮、大嶴等地。解放軍於4時被圍直到7時撤退。8時清掃戰場，登步島血戰3日夜，至此獲得勝利。

### 中华人民共和国方面

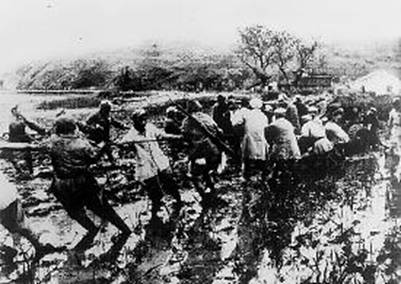
登步岛战役中，解放军炮兵在泥泞的洼田里前进

11月3日晚上10时，登陆突击一梯队3个营在炮火掩护下，从桃花岛起航:405。第61师副政委李清泉率领181团留守桃花岛，准备攻克登步岛后进攻朱家尖。登陆突击一梯队的182团3营、2营1个半连和183团1营从桃花岛起航。航行不久，风向逆转，潮水猛退，经过艰苦拼搏，解放军有7个半连队（1,000余人）在登步岛登陆；他们奋力冲杀，连续歼灭国军8个连，俘虏500余人:405。海上逆风突起，潮水快速退却，第二梯队却无法起渡，只能隔海观战。11月4日拂晓，解放军已控制登步岛四分之三地区，将岛上国军余部压缩到北部鸡冠礁一带:405-406。
「一艘蒋军舰艇在我火力打击下已经提前挂起了白旗，但主攻的3营由于预定计划已完成，而鸡冠礁码头是其他连的任务区，营党总支开会决议犯了严重的教条主义错误，决定不一鼓作气攻下码头，直接导致了之后敌人送上援兵使战局逆转。由于第61师当时为配属部队，又无总前委，指挥系统不畅。」
11月4日7时，国军4个团在空军支援下乘军舰赶来增援，上岛后即分东西两路反扑；战场形势逆转:406。国军6架飞机对我阵地及船只进行疯狂轰炸扫射。登陆部队7个半连依托炮台山、流水岩一线阵地英勇抗击，顶住优势国军反复冲锋和飞机、舰炮、地面炮火猛烈轰击:406。183团1营在182团4连的协同配合下，连续击退了敌人的7次进攻。
过程中，一部分国军俘虏被国军增援部队救出。
11月4日晚，第61师的第二梯队1个营，预备队1个营，第一梯队未能登陆的1个半连，以及师直属队3个连，上岛与第一梯队共同战斗，先后歼灭国军3,200余人，但自己也伤亡很大；战斗呈胶着状态:406。第61师师长兼政委胡炜亲率第二梯队共1,000余人赶来参战，并向鸡冠礁攻击前进，试图截断敌军增援路线。但是，由于敌人拥有海空优势，后续援敌越来越多，攻击未能奏效。5日凌晨，敌机敌舰的火力更为猛烈了，舟山各岛援敌不断赶来增援。胡炜指挥登岛部队坚守在竹山、野猪塘山、流水岩等地，又连续击退了敌人的10余次进攻，大量杀伤了敌人。然而至5日9时，当敌再次组织反扑时，却使解放军背靠大海、三面受敌。战斗进行到5日12时，师长胡炜和师副参谋长王超磋商后向上级发出电报：“我已无后续增援，而依靠现有2,000余人的兵力，难以达成歼敌守岛之目的，并有被围歼的可能。”由于登步岛上国军处于绝对优势，而且还在不断增加，解放军登陆部队处境困难，遂于11月5日晚主动撤离:406。胡炜起草了“情况紧张，今晚撤出战斗”这一简短的电报，—面上报第22军并第21军，一面组织撤退，同时通知留守桃花岛的副政委李清泉组织所有船只，天一黑即来登步岛撤运部队。
5日傍晚，我61师开始组织秘密撤退。师长胡炜、副参谋长王超在渡口指挥登船撤退。183团团长杜绍三、182团参谋长刘正昌各率一部对敌实施佯攻。胡炜要求部队将伤员和烈士遗体运至上船点，按先伤员和烈士遗体，次机关部队和俘虏，后掩护部队的顺序登船撤出。6日凌晨1时30分，登岛部队全部安全地撤回到了桃花岛。此战解放军统计共毙伤国军2,800-2,900人，俘虏398人，与国军方面统计只有100余人的出入。

## 戰後

### 中华民国方面
按照中華民國政府方面的史料，登步島大捷「殲敵逾萬，俘虜五、六千人之多」， 又说殲滅敵軍5,000人、俘虜1,521人。但据指挥官第八十七軍軍长朱致一的回憶，“總計是役我傷亡官兵121员，士兵2,704名，斃傷匪官兵3,660余人，俘匪279人，虜獲匪步槍353枝、輕機槍27挺、重機槍5挺、衝鋒槍6枝、槍榴彈筒2具、迫擊炮6門”。由于中华人民共和国方面实际上并无军人被俘，有研究者分析，“俘匪279人”的来源可能是5日国军援兵登岛后在反攻时救出的前一晚被解放军俘获的第二二一师士兵，因误传成为“俘匪”。此外，中华民国方面还记载，登岛解放军“除第二一軍第六十一師師長外，重要幹部皆在島上被擊斃，共三千餘名共軍陣亡”。此说法明显不符合事实，因为解放军六十一师包括师长兼政委胡炜、副政委李清泉、副参谋长王超（1919-1984）和181、182、183个主力步兵团的团长与政委均在此战后还有活动记录。
戰後，監察院院長于右任曾在登步島的烈士墓碑上題字曰：「登步復登步，踏進中原路，再造新中國，靈兮其永護，香放自由花，圍繞英雄墓。白骨黃土，千古留芳，沖天浩氣，日月爭光。」
中華民國政府方面宣稱是「繼金門大捷之後再一次獲得光輝的勝利」，並认为，登步島大捷與古寧頭戰役的兩次勝利，使得共軍一時之間不敢冒然進行島嶼登陸戰，鞏固了當時中華民國對台灣的統治。
到1950年4月底，解放军重新集结更多单位准备再次进攻舟山群岛，随即于5月10日召开的最高军事会议上，國軍正式作出了“弃守舟山，集中一切兵力退保台湾”的决定。1950年5月13日至17日凌晨，国军主動撤出舟山群岛。

### 中华人民共和国
中华人民共和国方面，虽然承认此次战斗是一次夺岛失利，但同时认为由于61师师长胡炜对撤退的果断下令，使得61师登岛部队得以“金蝉脱壳”，在承受大量伤亡的情况下得以成建制撤离，并带走了重伤员和部分阵亡人员遗体，避免了重蹈金门战役中登岛部队全军覆没的覆辙。
1949年11月14日，毛泽东致电粟裕并告在上海的陈毅、饶漱石：“舟山群岛共有敌军5万人，并有颇强的战斗力，你们以两个半军进行攻击是否足够？”“鉴于金门岛及最近定海附近某岛（即登步岛）作战的失利，你们须严重注视对定海作战的兵力、部署、准备情况及攻击时机等项问题。如果准备未周，宁可推迟时间。”
1950年4月25日，三野暨华东军区研究和落实舟山群岛的作战方案。此时，国军根据‘固守定海，收复失岛’，增兵加强防卫舟山群岛，总兵力达到5个军12.5万人，并全力修建定海和岱山两个机场。解放军第七兵团、第九兵团共计6个军，组成2个登陆集团，在华东海军、空军的配合下，承担攻占舟山群岛的战役任务。随着国军主动撤出舟山群岛，第7兵团第21军于5月16日首先进占登步岛，之后三野第21军、第22军、第23军陆续进占全部舟山群岛。
1957年，此战中61师的上级领导，22军军长孙继先在朝鲜战场再次遇到此战中的61师师长胡炜，内疚地对当时已是第二十一军第一副军长兼参谋长的胡炜道歉：“老胡，对不起，打登步岛如果听你们的意见，一定将是另一种结果了。当时，我们从军首长到机关，都有些急躁，都有些轻敌，给部队造成了损失……。”

## 外部連結
- 聞增勝，登步島大捷，载榮民文化網 （页面存档备份，存于）
- 登步岛战役专题
- 游漁，登步大捷始末（一），2009.12.18 （页面存档备份，存于）
- 游漁，登步大捷始末（二），2009.12.19
- 游漁，登步大捷始末（三），2009.12.20 （页面存档备份，存于）
- 游漁，登步大捷始末（四），2009.12.21 （页面存档备份，存于）